# Marion (Iowa)
Marion es una ciudad ubicada en el condado de Linn en el estado estadounidense de Iowa. En el Censo de 2010 tenía una población de 34768 habitantes y una densidad poblacional de 835,71 personas por km².

## Geografía
Marion se encuentra ubicada en las coordenadas 42°2′41″N 91°35′10″O / 42.04472, -91.58611. Según la Oficina del Censo de los Estados Unidos, Marion tiene una superficie total de 41.6 km², de la cual 41.57 km² corresponden a tierra firme y (0.08%) 0.03 km² es agua.

## Demografía
Según el censo de 2010, había 34768 personas residiendo en Marion. La densidad de población era de 835,71 hab./km². De los 34768 habitantes, Marion estaba compuesto por el 93.73% blancos, el 2.02% eran afroamericanos, el 0.25% eran amerindios, el 1.55% eran asiáticos, el 0.05% eran isleños del Pacífico, el 0.47% eran de otras razas y el 1.92% pertenecían a dos o más razas. Del total de la población el 1.98% eran hispanos o latinos de cualquier raza.